# Undercut

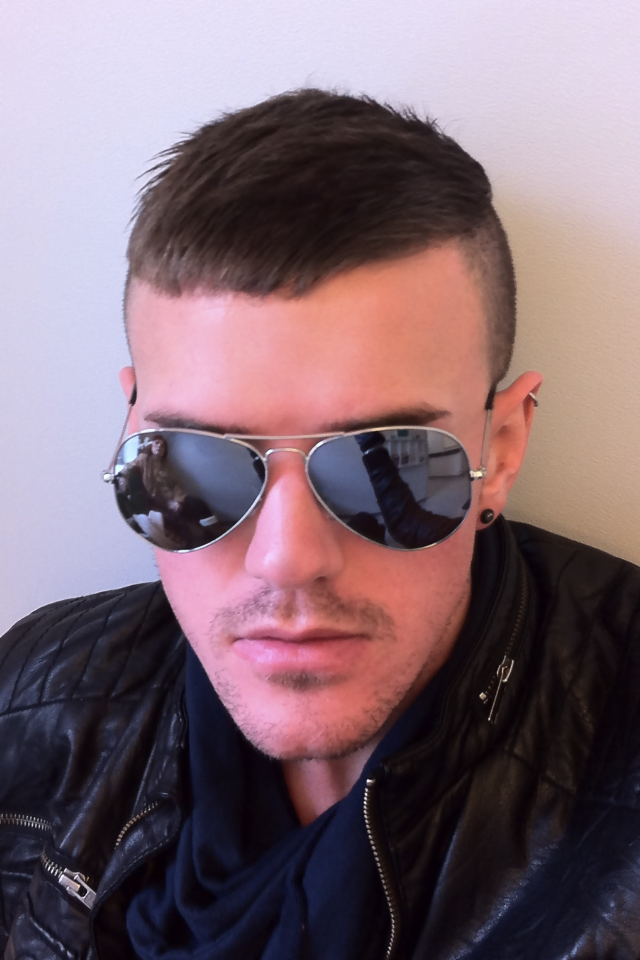
En man med undercutfrisyr.

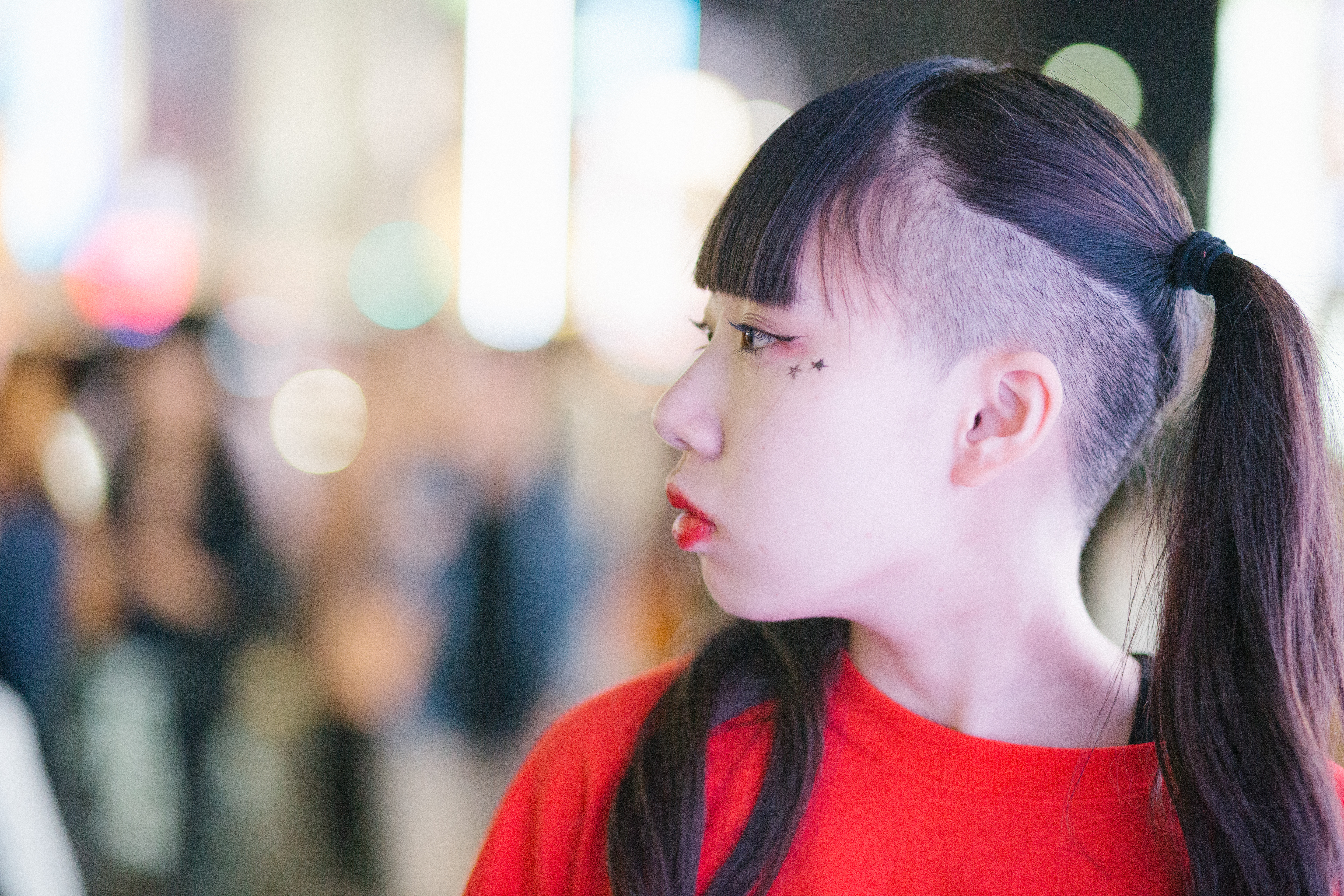
En kvinna med undercut.

Undercut är en frisyr där man rakar av allt eller delar av underhåret och behåller det längre ovanpå huvudet, med en tydlig gräns mellan långt och kort. Den är populär inom subkulturerna goth och synth men är även etablerad inom modevärlden. 
En variant är sidecut där håret endast hålls rakat på ena sidan av huvudet.